# Resistenza alle collisioni
In crittografia, la resistenza alle collisioni (in inglese collision resistance) è una proprietà delle funzioni hash crittografiche. In modo informale, una funzione hash {\displaystyle H} è resistente alle collisioni se è computazionalmente difficile trovare una collisione, ovvero due input distinti {\displaystyle m} e {\displaystyle m'} tali che {\displaystyle H(m')=H(m)}.

## Definizione
Sia {\displaystyle n\in \mathbb {N} } un parametro statistico di sicurezza e sia {\displaystyle {\mathcal {K}}} un insieme di indici. Una famiglia di funzioni hash {\displaystyle H=\{H_{k}:\{0,1\}^{m(k)}\to \{0,1\}^{l(k)}\}_{k\in {\mathcal {K}}}} è resistente alle collisioni se sono soddisfatte le seguenti condizioni:
1. {\displaystyle \forall k:m(k)>l(k)}, ovvero {\displaystyle H_{k}} comprime la stringa in input
2. Per ogni algoritmo casuale PPT {\displaystyle A}, ogni polinomio {\displaystyle p(\cdot )} e per valori di {\displaystyle n} sufficientemente grandi si ha che:
{\displaystyle \mathrm {Pr} [(m,m')\gets (A(k,1^{n})):m\neq m'\land H_{k}(m)=H_{k}(m')]<{\frac {1}{p(n)}}}  dove la probabilità è sulla scelta dell'indice {\displaystyle k} da una distribuzione discreta uniforme su {\displaystyle {\mathcal {K}}} e sulla casualità di {\displaystyle A}.

### Resistenza alla preimmagine secondaria
Una proprietà più debole di resistenza alle collisioni prevede che, per ogni messaggio m sia computazionalmente difficile per un algoritmo {\displaystyle A} trovare un altro messaggio {\displaystyle m'} tale che {\displaystyle H(m')=H(m)}. Per questo motivo, questa proprietà viene chiamata anche resistenza alle collisioni debole.